# Lista de parques estaduais de Nebraska
Lista de parques estaduais do Nebraska, Estados Unidos.

## Parques estaduais
- Chadron State Park
- Eugene T. Mahoney State Park
- Fort Robinson State Park
- Indian Cave State Park
- Niobrara State Park
- Platte River State Park
- Ponca State Park
- Smith Falls State Park

## Parques históricos estaduais
- Ashfall Fossil Beds State Historical Park
- Ash Hollow State Historical Park
- Arbor Lodge State Historical Park
- Bowring Ranch State Historical Park
- Buffalo Bill Ranch State Historical Park
- Champion Mill State Historical Park
- Fort Atkinson State Historical Park
- Fort Hartsuff State Historical Park
- Fort Kearny State Historical Park
- Rock Creek Station State Historical Park

## Áreas de recreação estaduais
- Alexandria State Recreation Area
- Arnold State Recreation Area
- Atkinson Lake State Recreation Area
- Blue River State Recreation Area
- Bluestem State Recreation Area
- Bowman Lake State Recreation Area
- Box Butte Reservoir State Recreation Area
- Branched Oak State Recreation Area
- Bridgeport State Recreation Area
- Brownville State Recreation Area
- Buffalo Bill Ranch State Recreation Area
- Calamus State Recreation Area
- Champion Lake State Recreation Area
- Cheyenne State Recreation Area
- Conestoga State Recreation Area
- Cottonmill Lake State Recreation Area
- Crystal Lake State Recreation Area
- Dead Timber State Recreation Area
- DLD State Recreation Area
- Enders Reservoir State Recreation Area
- Fort Kearny State Recreation Area
- Fremont Lakes State Recreation Area
- Gallagher Canyon State Recreation Area
- Johnson Lake State Recreation Area
- Keller Park State Recreation Area
- Lake Maloney State Recreation Area
- Lake McConaughy State Recreation Area
- Lake Minatare State Recreation Area
- Lake Ogallala State Recreation Area
- Lewis and Clark State Recreation Area
- Long Lake State Recreation Area
- Long Pine State Recreation Area
- Louisville State Recreation Area
- Medicine Creek State Recreation Area
- Memphis State Recreation Area
- Merritt Reservoir State Recreation Area
- Mormon Island State Recreation Area
- North Loup State Recreation Area
- Olive Creek State Recreation Area
- Oliver Reservoir State Recreation Area
- Pawnee Lake State Recreation Area
- Pelican Point State Recreation Area
- Pibel Lake State Recreation Area
- Pioneer State Recreation Area
- Red Willow Reservoir State Recreation Area
- Riverview Marina State Recreation Area
- Rock Creek Lake State Recreation Area
- Rock Creek Station State Recreation Area
- Rockford State Recreation Area
- Sandy Channel State Recreation Area
- Schramm Park State Recreation Area
- Sherman Reservoir State Recreation Area
- Stagecoach State Recreation Area
- Summit Lake State Recreation Area
- Sutherland Reservoir State Recreation Area
- Swanson Reservoir State Recreation Area
- Two Rivers State Recreation Area
- Union Pacific State Recreation Area
- Verdon State Recreation Area
- Victoria Springs State Recreation Area
- Wagon Train State Recreation Area
- Walgren Lake State Recreation Area
- War Axe State Recreation Area
- Wildcat Hills State Recreation Area
- Willow Creek State Recreation Area
- Windmill State Recreation Area